# Услинська сільська рада
Усли́нська сільська рада (рос. Услинский сельский совет) — муніципальне утворення у складі Стерлітамацького району Башкортостану, Росія. Адміністративний центр — село Верхні Усли.

## Населення
Населення — 1961 особа (2019, 2195 в 2010, 2193 в 2002).

## Склад
До складу поселення входять такі населені пункти:
| Населений пункт   | Населення, осіб (2002) | Населення, осіб (2010) |
| ----------------- | ---------------------- | ---------------------- |
| Верхні Усли, село | 740                    | 732                    |
| Любовка, присілок | 90                     | 88                     |
| Нижні Усли, село  | 399                    | 444                    |
| Сунгур, присілок  | 83                     | 83                     |
| Услибаш, село     | 370                    | 348                    |
| Чулпан, присілок  | 41                     | 26                     |
| Чуртан, присілок  | 470                    | 474                    |